# 33264 Maryrogers
33264 Maryrogers este o planetă minoră (asteroid), cu un diametru de 7,798 km, din centura de asteroizi. A fost descoperită pe 21 aprilie 1998 la Experimental Test Site⁠(d) de Lincoln Near-Earth Asteroid Research. 
Obiectul prezintă o orbită caracterizată de o semiaxă mare de 3,1804737 UAi, o excentricitate de 0,11, o înclinație de 2,29256 ° în raport cu ecliptica.